# Гуменюк Андрій Сергійович
Андрі́й Сергі́йович Гуменю́к — старший солдат Збройних сил України, учасник російсько-української війни.

## Нагороди
За особисту мужність, сумлінне та бездоганне служіння Українському народові, зразкове виконання військового обов'язку відзначений — нагороджений
- 15 вересня 2015 року — орденом «За мужність» III ступеня.